# Shawn Crawford
Pour les articles homonymes, voir Crawford.
Shawn Crawford (né le 14 janvier 1978 à Van Wyck) en Caroline du Sud est un athlète américain spécialiste du 100 et du 200 m. Il devient champion olympique du 200 m lors des Jeux d'Athènes en 2004.

## Carrière sportive
En 2001, il remporte les championnats du monde en salle du 200 mètres. 
Après deux saisons médiocres, l'année 2004 sera celle de la consécration et des honneurs. Shawn Crawford confirme sa forme retrouvée en réalisant la meilleure performance mondiale de l'année sur 200 m en 19 s 88 à Sacramento pour les sélections olympiques américaines en juillet 2004. Peu de temps après, il devient champion olympique sur le 200 mètres aux Jeux d'Athènes en 2004. Il termine également à la 4e place du 100 mètres (avec un temps de 9 s 89/100e) et gagne la médaille d'argent du relais 4 × 100m avec l'équipe des États-Unis.
Avec un temps de 19 s 86 et une seconde place sur 200 m lors des sélections US début juillet 2008, il se qualifie pour les Jeux olympiques de Pékin. 
Le 26 juillet 2008, le relais américain composé de Rodney Martin, Travis Padgett, Shawn Crawford et Darvis Patton, réussit la meilleure performance de la saison sur 4 × 100 m en 37 s 80 à Londres, lors du meeting de Crystal Palace. En finale du 200 m des Jeux olympiques 2008, il profite des disqualifications de Wallace Spearmon et de Churandy Martina pour remporter la médaille d'argent. L'athlète des Antilles Néerlandaises Churandy Martina, préalablement désigné vice-champion olympique du 200 m, fut disqualifié pour avoir couru sur la ligne de son couloir tout comme Spearmon. Martina est le deuxième médaillé à être victime d'une disqualification sur cette course, après celle de l'Américain Wallace Spearmon qui avait pris la troisième place. Ces deux décisions profitent aux Américains Shawn Crawford et Walter Dix, qui montent sur le podium aux côtés du Jamaïcain Usain Bolt, auteur du record du monde (19 s 30).
Le 6 mars 2009, le tribunal arbitral du sport rejeta l'appel du Comité national olympique des Antilles néerlandaises. L'américain Walter Dix prend alors la troisième place et Crawford la seconde. Il donna par la suite sa médaille à Martina, n'estimant pas mériter cette médaille.
En 2009, Shawn Crawford obtient son billet pour le 200 m des Championnats du monde grâce à sa victoire obtenue lors des Championnats des États-Unis en 19 s 73 (+3,3 m/s). En revanche, sa cinquième place dans l'épreuve du 100 m ne lui permet pas de se qualifier pour Berlin. Il pourrait néanmoins être remplaçant du relais 4 × 100 m. À Berlin, l'Américain échoue au pied du podium du 200 m, établissant en 19 s 89 son meilleur temps de l'année.
Le 15 mai 2011, il boucle en 20 s 68 le 200 mètres des « Great City Games » à Manchester derrière Martial Mbandjock (20 s 35) et Kim Collins (20 s 43). Non qualifié aux Championnats du monde 2011 puis aux Jeux olympiques de 2012, il est suspendu en 2013 pour deux ans à partir du 17 avril par l'Agence américaine antidopage (USADA) pour défauts aux règles de localisation sur un an et demi.

## Palmarès

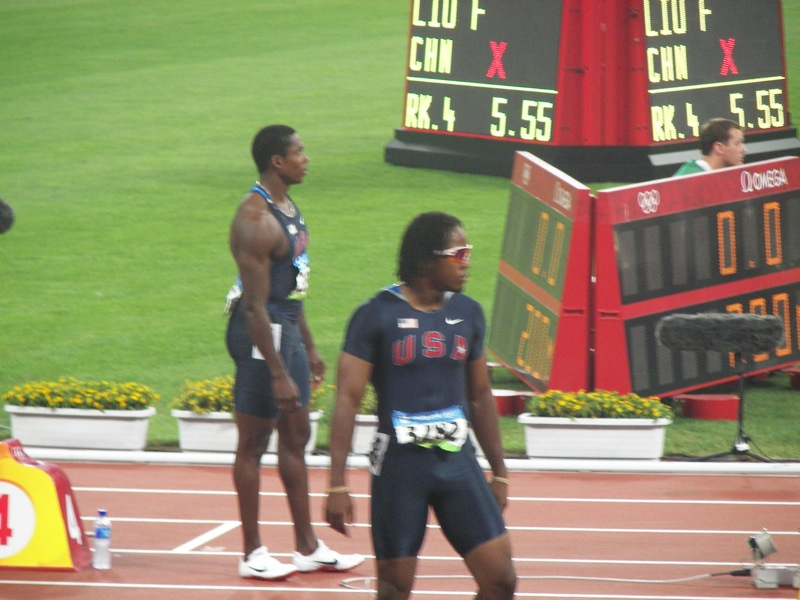
Shawn Crawford (à gauche) au côté de Walter Dix avant le départ de la finale du 200 m des Jeux olympiques de 2008.

### Jeux olympiques
- Jeux olympiques 2004 à Athènes : 
  -  Médaille d'or sur 200 mètres en 19 s 79 (PB)
  -  Médaille d'argent sur 4 × 100 m
- Jeux olympiques de 2008 à Pékin :
  -  Médaille d'argent sur 200 mètres en 19 s 96

### Championnats du monde
- Championnats du monde d'athlétisme 2001 à Edmonton :
  -  Médaille de bronze sur 200 mètres en 20 s 20
- Championnats du monde d'athlétisme 2009 à Berlin :
  - 4e sur 200 mètres en 19 s 89

### Championnats du monde en salle
- Championnats du monde d'athlétisme en salle 2001 à Lisbonne :
  -  Médaille d'or sur 200 mètres en 20 s 63
- Championnats du monde d'athlétisme en salle de 2004 à Budapest :
  -  Médaille d'argent sur 60 m en 6 s 52

### Championnats des États-Unis
- 2009 : champion du 200 m en 19 s 73 (+ 3,3 m/s) [5]
- 2004 : champion du 200 m en 19 s 99
- 2001 : champion du 200 m en 20 s 54

## Record personnels
- 100 mètres : 9 s 88 (+1.8) (2004)
- 200 mètres : 19 s 79 (+1,2) (2004)
- 300 mètres : 32 s 47 (2009)